# Pallavolo Sirio Perugia 2001-2002
Questa voce raccoglie le informazioni riguardanti la Pallavolo Sirio Perugia nelle competizioni ufficiali della stagione 2001-2002.

## Organigramma societario
Area direttiva
- Presidente: Carlo Iacone

Area tecnica
- Allenatore: Massimo Barbolini
- Allenatore in seconda: Nicola Pezzetti

Area sanitaria
- Medico: Michela Lorenzini
- Fisioterapista: Loredana Palermi

## Rosa
| N° | Nome               | Ruolo | Data di nascita   | Nazionalità sportiva |
| -- | ------------------ | ----- | ----------------- | -------------------- |
| 1  | Mira Golubović     | C     | 15 ottobre 1976   | Serbia e Montenegro  |
| 2  | Paola Croce        | L     | 6 marzo 1978      | Italia               |
| 3  | Dorota Świeniewicz | S     | 27 luglio 1972    | Polonia              |
| 4  | Francesca Ferretti | P     | 15 febbraio 1984  | Italia               |
| 5  | Alexandra Boricić  | S     | 29 settembre 1977 | Serbia e Montenegro  |
| 6  | Chiara Arcangeli   | L     | 14 febbraio 1983  | Italia               |
| 7  | Irina Kirillova    | P     | 15 maggio 1965    | Russia               |
| 8  | Elisa Zeppoloni    | S     | 15 dicembre 1982  | Italia               |
| 9  | Elisabetta Gilioli | S     | 23 gennaio 1975   | Italia               |
| 10 | Beatrice Zanotti   | C     | 19 luglio 1976    | Italia               |
| 11 | Elena Čebukina     | C     | 11 ottobre 1965   | Croazia              |
| 12 | Taismary Agüero    | O     | 5 marzo 1977      | Cuba                 |
| 13 | Mirka Francia      | S     | 14 febbraio 1975  | Cuba                 |